# Like Dreamers Do
Pistes inédites de Anthology 1
Hello Little Girl Bésame mucho
Like Dreamers Do est une des premières chansons originales du groupe britannique The Beatles, écrite par Paul McCartney lorsqu'il avait 19 ans mais ultimement créditée à Lennon/McCartney. Elle est publiée par The Applejacks en 1964.

## Historique
John Lennon et Paul McCartney ont tous deux écrit quelques chansons durant leur adolescence et au début de leur collaboration mais ils les ont rarement joués sur scène. C'est lorsque Brian Epstein se propose d'être leur manager, en octobre 1961, qu'il les encourage à inclure ces titres dans leur répertoire et d'en composer d'autres. Le 1er janvier 1962, ils enregistrent, avec Pete Best à la batterie, trois chansons originales parmi les quinze de leur audition chez Decca: Hello Little Girl, Love of the Loved et Like Dreamers Do. Depuis 1995, cette dernière, écrite par Paul McCartney en 1959, est entendue sur Anthology 1. Le titre de Lennon, Hello Little Girl, est aussi placé sur cet album mais Love of the Loved reste inédit.
À la suite de cette audition infructueuse, Brian Epstein présente les enregistrements des chansons enregistrées chez Decca, dont les trois compositions originales, à Sid Colman et son assistant Kim Bennett de l’agence de publication de musique Ardmore and Beechwood, associée à EMI. Ce dernier est persuadé que Like Dreamers Do a le potentiel d'avoir du succès. Encouragé par son assistant, Colman convainc donc Len Wood, un des directeurs d'EMI, de faire signer un contrat d'enregistrement à ce groupe inconnu et Wood charge George Martin à la produire. Finalement, la chanson, ne sera jamais réenregistrée par le groupe mais elle est, en quelque sorte, la bougie d'allumage de leur carrière. Deux ans plus tard Like Dreamers Do sera offerte à un autre groupe britannique.

## Personnel
- Paul McCartney : chant, basse
- John Lennon : guitare rythmique
- George Harrison : guitare solo
- Pete Best : batterie

## Enregistrement par The Applejacks
The Applejacks, groupe originaire de Solihull, près de Birmingham, participent à une émission de télévision à laquelle sont aussi invités les Beatles. Ceux-ci leur propose cette chanson. Le groupe l'enregistre et elle atteint la 20e position du palmarès britannique en juin 1964. Cette version sera incluse dans le disque The Songs Lennon and McCartney Gave Away, sorti en 1979, qui regroupait des compositions de Lennon ou McCartney qui, à l'époque, n'avaient pas été publiées par le groupe.